# Mount Washington (Band)
Mount Washington (früher Washington) ist eine norwegische Band. Sie wurde 1999 in Tromsø gegründet und widmet sich elegischer Popmusik.

## Geschichte
1999 gründete sich die Band (noch unter anderem Namen) in ihrer Heimatstadt, wo sie auf Konzerten und Festivals spielte. Ihre erste EP nahm sie 2002 auf, woraufhin sie vom norwegischen Independent-Label Bauta Records unter Vertrag genommen wurde. Nach einer zweiten EP nahm die Band 2004 ihr Debütalbum A New Order Rising auf, das in Norwegen für Aufmerksamkeit sorgte. Nachdem das Album 2005 vom deutschen Label Glitterhouse auch für ganz Europa lizenziert worden war, erlangte die Band internationale Bekanntheit. Unterstützung bekommen die Musiker durch etablierte norwegische Stars wie Håkon Gebhardt von Motorpsycho und Ane Marthe Brun.
Am 8. November 2011 gab Glitterhouse auf seiner Website bekannt, dass die Band ihren Namen in Mount Washington ändern werde. Dies geschah laut einer Erklärung der Band zum einen wegen einer musikalischen Weiterentwicklung, war zum anderen aber auch zahlreichen Verwechslungen mit der australischen Musikerin Megan Washington geschuldet, welche unter dem Namen „Washington“ ebenfalls Lieder veröffentlicht.

## Stil
Die Band arbeitet musikalisch mit Elementen aus Alternative Rock, Pop und Folk und wird mit dem Stil von Coldplay oder Muse verglichen.

## Diskografie

### Alben
- 2004: A New Order Rising (Glitterhouse)
- 2007: Astral Sky
- 2008: Rouge/Noir
- 2012: Mount Washington

### EPs
- 2003: Black Wine
- 2004: Maker of Time